# Баблоев, Сурен Исаакович
Суре́н Исаа́кович Бабло́ев (1918, Манглиси — 1979, Москва) — советский российский хоровой дирижёр. Народный артист СССР (1978), полковник.

## Биография
Сурен Баблоев родился 10 октября 1918 года в посёлке Манглиси (ныне в Тетрицкаройском муниципалитете, край Квемо-Картли, Грузия).
В 1941 году окончил военный факультет Московской консерватории (ныне — Военный институт (военных дирижёров) Военного университета Министерства обороны Российской Федерации). Занимался у Н. С. Голованова, Ю. М. Тимофеева и А. П. Чугунова.
С 1941 года — дирижёр различных военных оркестров и ансамблей песни и пляски.
С 1963 года — начальник и художественный руководитель Ансамбля песни и пляски Московского военного округа.
Создал ряд тематических программ-концертов, в том числе вокально-хореографическую сюиту «Песня, опалённая войной» (1975).
Автор хоровых и вокальных произведений.
Под руководством С. Баблоева ансамбль гастролировал во многих странах мира: Япония, Франция, Великобритания, Швеция, Нидерланды и др.
Сурен Баблоев скончался 10 августа 1979 года (по другим источникам — 11 августа) в Москве. Похоронен на Кунцевском кладбище.

## Награды и звания
- Заслуженный деятель искусств Грузинской ССР
- Заслуженный артист Армянской ССР
- Народный артист РСФСР (1958)[4]
- Народный артист СССР (1978)
- 3 ордена
- Медали.

## Факты
- В своей книге «Артист — это навсегда!» Владимир Винокур, проходивший службу в ансамбле МВО под началом Сурена Баблоева, рассказывает, что Баблоев был «человек <…> необычный, независимый» [5]. Сурен Исаакович разрешил нескольким солдатам (в том числе Винокуру, поступившему в ГИТИС) посещать институты во время увольнительных.

Мать Владимира Винокура Анна Юльевна и его друг Игорь Непомнящий вспоминают также, что Винокур в армии «выучил голоса всех офицеров», в том числе Баблоева, и отдавал его голосом разные распоряжения:

Однажды приказал срочно всех построить. Старшина построил. Появляется Сурен Баблоев, смотрит и ничего не может понять, почему солдаты строем стоят. 

- Кто дал команду к построению? — спрашивает Баблоев. 

- Вы же звонили! — удивляется старшина. 

- Понятно, — вздохнул Баблоев. — Винокур, подойди ко мне!

Руководитель ансамбля Сурен Баблоев был обаятельный человек, настоящий педагог. Что Володя ему устраивал!

Однажды со своим другом, Игорем Непомнящим, решили пойти в кино. Срок увольнительной закончился. Что делать? Володя из автомата позвонил в часть и голосом Баблоева, с армянским акцентом, говорит водителю:

- Приезжай немедленно, заберёшь меня и — в часть.

Приезжает машина Баблоева, забирает ребят от кинотеатра и привозит в часть. Володю с Игорем встречали все командиры с Баблоевым во главе.

- Сынок, — сказал Баблоев, — я тебя хвалю за остроумие и за артистизм. Но трое суток ты отсидишь…